# Ivangorod
Ivangorod (in russo Ивангород?; in estone Jaanilinn; in votico Jaanilidna) è una città della Russia, che si trova nel Kingiseppskij rajon dell'Oblast' di Leningrado.

## Geografia fisica
È situata sulla riva destra del fiume Narva alla frontiera russo-estone 159 km a ovest di San Pietroburgo, di fronte alla città estone di Narva. Il suo più importante monumento è la fortezza di Ivangorod.

## Storia

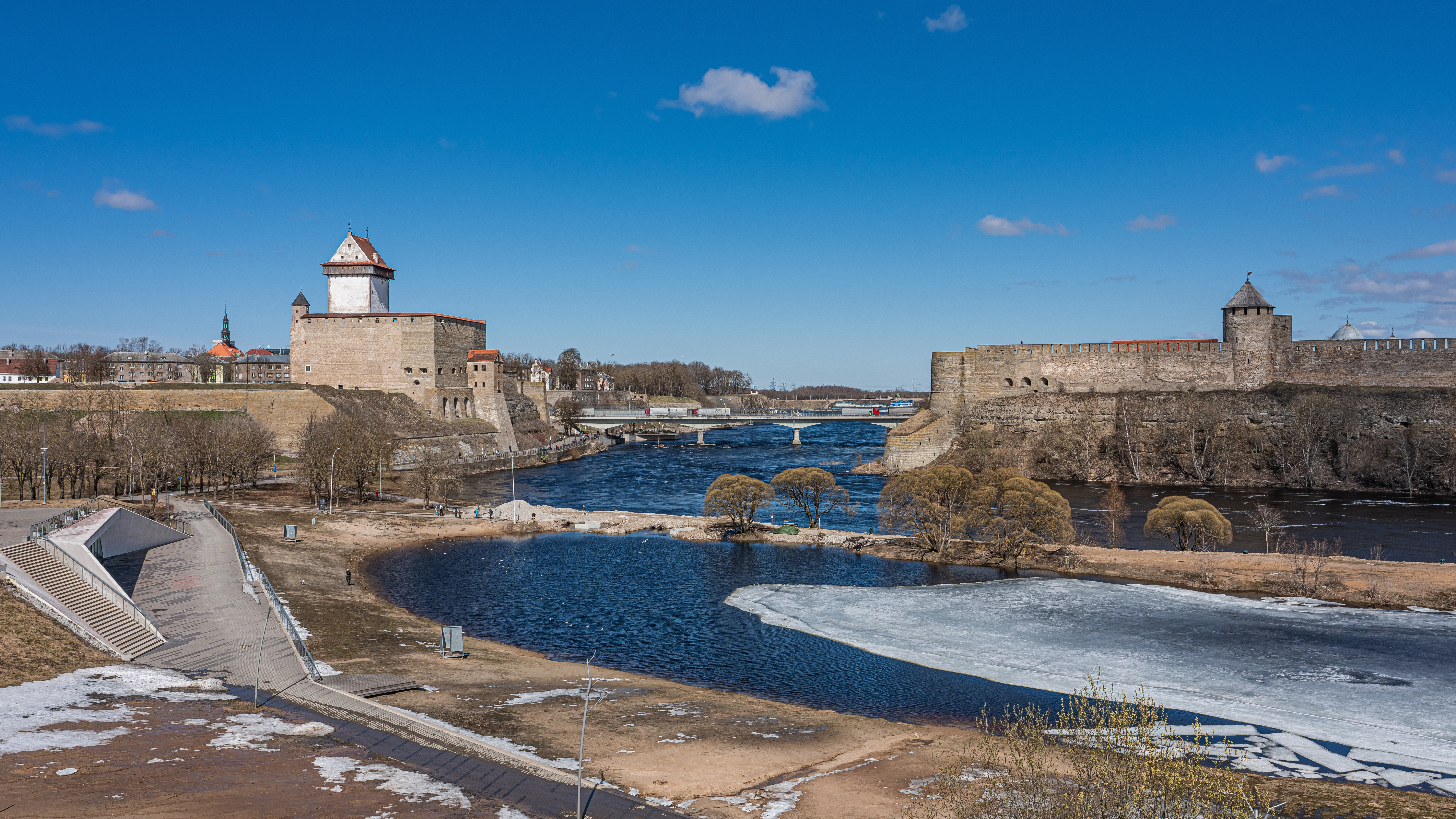
La fortezza russa di Ivangorod (sulla destra) e il Castello di Hermann, fortezza estone di Narva (sulla sinistra).

La fortezza di Ivangorod fu costruita nel 1492 durante il regno di Ivan III di Russia e per questo chiamata come lui. Nei periodi 1581-1590 e 1621-1704 fu controllata dall'Impero svedese. Nonostante altri cambiamenti nel territorio e nella sovranità, dal 1612 al 1945 Ivangorod fu considerata come facente parte di Narva, sulla sponda opposta del fiume.
Dopo il collasso dell'Impero russo, l'Estonia indipendente prese il controllo della città di Narva che comprendeva anche Ivangorod (in estone Jaanilinn) nel gennaio 1919 e tutto ciò fu riconosciuto dal trattato di Tartu. Dopo l'occupazione nel 1944 dell'Estonia da parte dell'URSS nella Seconda guerra mondiale, le autorità sovietiche staccarono Ivangorod da Narva e trasferirono il suo territorio all'Oblast' di Leningrado (RSSF Russa) nel gennaio 1945. Lo status di città le fu conferito nel 1954.
Dopo che l'Estonia riottenne l'indipendenza nel 1991 la frontiera stabilita nel 1920 dal trattato di Tartu è stata considerata solo dalla Russia come superata dalle frontiere stabilite tra le varie Repubbliche dalle autorità sovietiche. Secondo la Costituzione estone (art. 122), invece, il territorio appartiene ancora all'Estonia; tuttavia Ivangorod rimane per ora alla Russia. A causa delle tensioni politiche esistenti tra i due Paesi, la nuova frontiera non è stata ancora riconosciuta.

## Infrastrutture e trasporti
Ivangorod è un importante punto di passaggio transfrontaliero e ha una stazione ferroviaria.